# Nkoyoyo
Nkoyoyo är ett vattendrag i Burundi.   Det ligger i provinsen Muyinga, i den nordöstra delen av landet, 120 km öster om huvudstaden Bujumbura.
Omgivningarna runt Nkoyoyo är en mosaik av jordbruksmark och naturlig växtlighet. Runt Nkoyoyo är det ganska tätbefolkat, med 214 invånare per kvadratkilometer.